# 우치카와 세이이치
우치카와 세이이치(일본어: 内川 聖一, 1982년 8월 4일 ~ )는 일본의 프로 야구 선수이며, 현 센트럴 리그인 도쿄 야쿠르트 스왈로스의 소속 선수(외야수)이다.

## 인물

### 프로 입단 전
오이타 현립 오이타 공업고등학교 시절 골낭종에 의해 왼쪽 발뒤꿈치를 3차례에 걸쳐 수술받았는데도 통산 43홈런을 기록했다. 3학년 때인 전국 고등학교 야구 선수권 오이타현 대회에서 유격수로서 출전하는 등 팀의 준우승을 차지하는데 기여했다.
당시 오이타 공업고등학교의 감독이자 부친이었던 우치카와 잇칸이 호세이 대학 출신이었기 때문에 우치카와 본인도 호세이 대학의 진학이 확실시되고 있었지만 그 후 프로 야구 드래프트 회의에서 요코하마 베이스타스로부터 1순위 지명을 받아 입단했다. 히로시마 도요 카프도 지명할 예정이었지만 당시 수석 코치였던 오시타 쓰요시의 주도에 의한 1998년 추계, 1999년 춘계 캠프에서 휴일이 적은데다가 연습 시간이 길어질 정도의 맹연습에 불안을 느끼고 있었다고 여겨져 “연습이 고되고 힘들었다”라고 말했다. 만약 히로시마가 1순위로 지명했을 경우에는 대학에 진학한다는 방향을 틀면서 이를 거부하고 있었다. 그 후 요코하마가 영입에 나섰을 당시 부상에 의한 치료를 보장한다는 조건이 포함되었기 때문에 우치카와는 구단 측이 제시한 조건을 받아들여 요코하마에 입단할 수 있었다.

### 요코하마 베이스타스 시절

#### 2001년 ~ 2002년
프로 1년차부터 1군에서 경험했고 2년차인 2002년에는 대타로서 42경기에 출장, 70타석에서 타율 3할 3푼 3리, 2개의 홈런을 기록했다.

#### 2003년
스프링 캠프 도중 갑작스런 오른쪽 눈에 시력이 나빠지면서 시즌 개막을 2군에서 맞이했다. 시즌 도중 재조정 때문에 2군으로 격하된 이시이 다쿠로를 대신해서 5월부터는 2번·유격수의 주전 자리를 차지했다. 그러나 원인 불명의 몸상태가 계속 나빠지면서 오른손의 악력이 약해지는 등 공을 잡는 것조차 할 수 없게 되면서 결국 6월에는 1군 등록이 말소되었다. 9월 경에 1군으로 복귀한 이후에는 2루수로 기용되어 타율 3할 1푼 3리의 좋은 성적을 남겼다. 몸상태가 나빠진 원인은 턱이 우측으로 구부러져 경추의 신경을 압박하고 있었던 것이 판명되어 시즌 종료 뒤에 가진 재계약 협상에서는 턱에 이상이 있다는 이유를 들어 연봉은 조금 불어나게 되었다(턱을 정형하지 않고 어금니가 서로 맞물릴 수 있도록 교정하는 것으로 해소되었다).

#### 2004년
개막전에서는 처음으로 선발 명단에 올라 7번·2루수로 출전하는 등 시즌 1년을 통해서 2루수로서의 선발 출전하는 일이 많아졌다. 타격에서는 개인 최다의 17개의 홈런을 때려내 득점권타율은 4할대 후반을 기록했다.

#### 2005년
다네다 히토시가 타격 호조를 이루면서 익숙해지지 않는 좌익수의 포지션을 고이케 마사아키나 후루키 가쓰아키와 경쟁했지만 후반기의 주전 자리는 수비력이 높은 고이케에게 고정되어 대타로서의 출전하는 일이 많아졌다.

#### 2006년
타격 부진을 겪고 있던 다네다를 대신해 2루수에 복귀하였지만 사에키 다카히로를 필두로 팀에 부상자가 속출하였고 한때는 좌익수나 1루수로 뛰는 일도 많았다. 본인으로서는 처음으로 100경기 출전 기록을 달성했지만 규정 타석에는 채우지 못했다.

#### 2007년
다무라 히토시의 이적과 자신의 심각한 수비난에 의해 외야수로 변경되어 우익수에 고정되었다. 개막 이후부터 뚜렷한 결과가 나오지 않고 2군에 강등되는 경우도 있었지만 1군으로 복귀한 이후의 8월에는 타율 4할 4푼 8리를 기록해 부활을 이루었다. 2007년 시즌에서는 프로 데뷔 후 처음으로 시즌을 통해 외야수를 맡았다.

#### 2008년
개막 이후부터 타격 호조를 이루면서 사에키의 부진에 의해 4월말에는 1루수의 주전으로 차지했다. 타율이 4할을 넘는 시기도 길었고, 올스타전에 감독 추천으로 첫 출전하는 등(외야수 부문), 2경기를 통해서 5타석 연속 안타를 기록했다. 시즌에 있어서 우타자로서는 1999년의 로버트 로즈의 기록을 갈아치웠고 일본인 선수의 센트럴 리그 기록도 경신하는 타율 3할 7푼 8리 기록, 본인으로서는 처음으로 수위타자 타이틀을 석권했다. 2008년 시즌은 최다 안타(189안타), 최고 출루율(.416)의 타이틀도 연거푸 차지한 것 외에도 득점권타율은 양대 리그 1위인 4할 4푼 9리를 기록했다. 팀내 우타자인 무라타 슈이치, 요시무라 유키와 함께 형성된 클린업 트리오는 침체되고 있는 팀에 있어 타 구단의 위협적인 존재로 여겨졌다.

#### 2009년

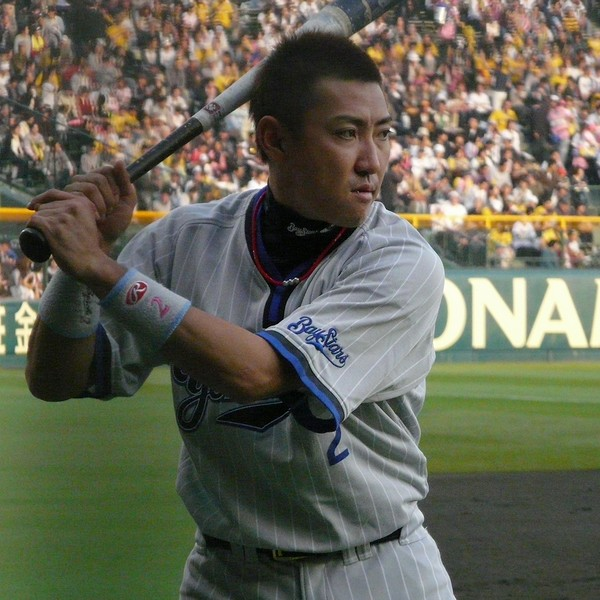
요코하마 베이스타스 시절의 우치카와(2009년)

하라 다쓰노리 감독이 이끄는 2009년 월드 베이스볼 클래식 일본 국가대표팀 선수로 발탁되면서 제1라운드 2차전인 대한민국전에 6번·1루수로서 선발 출전, 상대 투수인 김광현으로부터 3루를 가르는 2점 적시 2루타를 때려내 팀 승리에 기여했다. 제2라운드 경기에서도 1위를 결정짓는 대한민국전에서도 장원삼으로부터 동점 홈런을 때려냈다. 결승전인 대한민국전에서는 6번·좌익수로서 출전, 5회말의 수비에 들어갔을 때 고영민이 때린 날카로운 타구를 슬라이딩으로 돌진해 정확한 송구로 타자 주자를 2루로 아웃시키는 호수비를 보였다. 타격에서도 3안타를 기록하여 10회초에는 선두 타자로서 우전안타를 때려냈고 이치로가 결승 2점 적시타를 기록해 자신은 결승의 득점을 올렸다. WBC에서는 주로 좌완 투수가 선발 등판했을 시의 좌완 킬러로 기용되어 통산 성적은 6경기 출전에 타율 3할 3푼 3리(18타수 6안타), 1홈런을 기록했다.
정규 시즌에 들어서면서 3월 30일 오른쪽 다리에 부상 당한 무라타를 대신해서 처음으로 4번 타자가 되어 전타순에서의 경기 출장을 달성했다. 시즌에서는 알렉스 라미레스와 수위타자 타이틀을 놓고 경쟁했지만 리그 2위의 타율 3할 1푼 8리를 기록했다. 그 해 외야수로서 영입한 댄 존슨이 부상으로 1루 밖에 지킬 수 없는 경우도 있어 같은 해 주로 좌익수의 자리를 지켰다. 10월 5일에는 후지 TV 아나운서인 나가노 쓰바사와의 교제한 사실이 밝혀지면서 이듬해 2010년 3월 24일에 결혼했다.

#### 2010년
6월 3일에 FA 자격을 얻었고, 6월 15일의 후쿠오카 소프트뱅크 호크스전에서는 오구라 신스케로부터 데뷔 이후 처음으로 만루 홈런을 때려냈다. 애당초에는 주로 3번·1루수로서 출전하는 경우가 많았지만 시즌 도중에 영입한 브렛 하퍼가 역시 1루 밖에 지키지 못한 상황에 놓이면서 시즌 후반기에는 1번·우익수로 출전했다. 최종적으로 리그 3위인 182개의 안타를 기록해 본인으로서는 처음으로 시즌 전 경기를 모두 출전, 3년 연속 3할 대의 타율을 달성했다. 시즌 종료 후인 11월 8일, FA권을 행사한다는 입장을 밝혔고 우치카와의 움직임에 예의주시하고 있는 후쿠오카 소프트뱅크 호크스와 히로시마 도요 카프가 영입에 착수하여 우치카와는 양 구단과의 입단 교섭에 응했고 12월 1일에 우치카와의 출신지인 오이타현과 가장 가까운 구단인 소프트뱅크에 이적했다.

### 후쿠오카 소프트뱅크 호크스 시절

#### 2011년
2010년 12월 6일에 소프트뱅크와 정식으로 입단 계약을 맺어 같이 이적한 호소카와 도루와 함께 입단 기자 회견을 실시했다. 계약 내용은 4년 계약의 총액 5억 6,000만 엔에서 13억 6,000만 엔 사이에서의 변동제, 등번호는 WBC에서 활약할 당시에 착용한 24번으로 정해졌다. 이듬해 2011년 4월에는 타율 3할 9푼 7리, 안타와 루타(38)에서는 리그 1위, 타점과 2루타(5)에서는 리그 2위, 장타율(.603)에서는 리그 3위의 좋은 성적을 남겨 자신의 두 번째가 되는 월간 MVP를 수상했다. 교류전에서는 타율 3할 2푼 6리(교류전 6위), 타점 20(교류전 4위), 홈런 4(교류전 7위 타이), 장타율 5할 5푼 4리(교류전 2위)를 기록하면서 팀의 교류전 우승에 기여한 공로로 교류전 MVP에 선정되었다. 거듭되는 왼쪽 허벅지 부상에 슬럼프를 겪고 있는 와중에 타율 3할 3푼 8리를 기록하여 본인에게 있어서는 두 번째이자 에토 신이치 이후 역대 두 번째로 양대 리그에서의 수위타자를 차지했다. 팀은 그 해에 우치카와가 선제타를 때려낸 경기에서 14승 2무 3패, 승률이 8할 2푼 4리라는 성적을 기록하면서 압도적인 유리함을 나타냈다.
포스트 시즌인 클라이맥스 시리즈 파이널 스테이지에서는 1차전과 2차전에서 선제타를 때려내는 등의 활약으로 팀을 2003년 이후 일본 시리즈 진출로 이끔과 동시에 최우수 선수상을 차지했다. 12월 1일에는 퍼시픽 리그 최우수 선수로 선정되면서 자신에게 있어서는 처음으로 시즌 MVP를 차지하게 되었다.

#### 2012년
2012년 시즌부터는 2011년까지 시바하라 히로시가 달았던 등번호 ‘1’번으로 변경되었다.

## 플레이 스타일
타격 유형은 빨리 치는형으로 삼진과 볼넷이 모두 적은 편이다. 원래는 앞으로 처리하는 배팅에 자신감을 갖고 있었지만 스기무라 시게루의 조언에 의해 타격 스타일을 바꿔 스기무라와 함께 맞붙은 볼을 몸의 근처까지 끌어당겨서 치는 스윙의 타격 개조에 의하여 넓은 각도에서 안타를 양산할 수 있게 되었던 것이 공을 세우면서 수위타자 획득에 연결되었다. 와다 가즈히로가 스프링 캠프 중에 커브머신 밖에 치지 않는다는 얘기를 듣고 “늦은 볼을 강하게 치는 것이 얼마나 큰 일인가를 새삼 느꼈다”라고 말했다.
수위타자를 획득한 2008년부터 2010년까지의 좌완 투수와 상대한 타율이 3할 5푼 6리를 기록하면서 좌완 투수에 강한 면모를 갖고 있다. 특히 수위타자를 획득한 2008년에는 좌완 투수와 상대한 타율이 4할 3푼 9리를 남기면서 WBC에서는 일본 대표팀 하라 다쓰노리 감독으로부터 그 점에 대해 높은 평가를 받았고 좌완 투수가 선발로 등판하는 경기에서는 3번타자로 기용되었다.
외야 수비에서는 우익선상 가까이의 타구에 약하고 우익수의 수비 범위는 평균을 밑돌지만, 우타자이면서 1루 도달까지 4.20초와 평균 이상의 다리 힘을 갖추고 있다. 내야 수비에서는 입스이기 때문에 짧은 송구를 할 수 없는 것도 있어 타구 처리는 나쁘지 않지만 외야 수비에서의 송구는 비교적 안정되고 있어 메이저 리그의 스카우트에서는 앞에서 말한 WBC에서의 호수비와 배트 스피드가 빠른 점에서 제이슨 워스를 연상케 한다고 평가했다.

## 상세 정보

### 출신 학교
- 오이타 현립 오이타 공업고등학교

### 선수 경력
프로팀 경력
- 요코하마 베이스타스(2001년 ~ 2010년)
- 후쿠오카 소프트뱅크 호크스(2011년 ~ )

국가 대표 경력
- 2009년 월드 베이스볼 클래식 일본 국가대표
- 2013년 월드 베이스볼 클래식 일본 국가대표

### 수상·타이틀 경력

#### 타이틀
- 수위 타자 : 2회(2008년, 2011년)
- 최다 안타 : 2회(2008년, 2012년)
- 최고 출루율 : 1회(2008년)

#### 수상
- MVP : 1회(2011년)
- 베스트 나인 : 5회(2008년, 2009년, 2011년, 2012년, 2013년)[4]
- 미쓰이 골든 글러브상: 2019년(1루수 부문)
- 센트럴 리그 회장 특별상(2008년)[5]
- 월간 MVP : 5회(2008년 8월, 2011년 4월,2013년 8월, 2014년 7월, 2016년9월)
- 올스타전 베스트 타자상, 마쓰다 비안떼상(이치로 이후의 5타석 연속 안타)
- 센트럴·퍼시픽 교류전 MVP : 1회(2011년)
- 클라이맥스 시리즈 MVP : 3회(2011년,2015년,2017년)
- 일본 시리즈 특별상
  - 모두가 선택하는 코나미상(2011년)
  - 드림 나인상(2011년)
  - BASEBALL HEROES상(2011년)
- 오이타 시민 영예상(2008년)
- 퍼시픽 리그 특별 수상 : 1회(2011년)[6]
- 일본 시리즈 MVP : 1회(2014년)

### 개인 기록

#### 첫 기록
- 첫 출장 : 2001년 3월 30일, 대 야쿠르트 스왈로스 1차전(요코하마 스타디움), 9회말에 존 주버의 대주자로 출장
- 첫 안타 : 2002년 4월 24일, 대 주니치 드래건스 5차전(삿포로 돔), 9회말에 에디 겔러드로부터 우전안타
- 첫 선발 출장 : 2002년 5월 3일, 대 요미우리 자이언츠 7차전(요코하마 스타디움), 7번·2루수로서 출장
- 첫 홈런·첫 타점 : 2002년 7월 7일, 대 주니치 드래건스 15차전(이시카와 현립 야구장), 5회초에 야마이 다이스케로부터 좌월 솔로 홈런
- 첫 도루 : 2003년 6월 8일, 대 요미우리 자이언츠 14차전(요코하마 스타디움), 3회말에 2루 안착(투수 : 구도 기미야스, 포수 : 무라타 요시노리)

#### 기록 달성 경력
- 통산 1000안타 : 2011년 6월 9일, 대 요미우리 자이언츠 4차전(후쿠오카 Yahoo! JAPAN 돔), 6회말에 도노 슌으로부터 우전 안타 ※역대 265번째
- 통산 1000경기 출장 : 2011년 9월 25일, 대 도호쿠 라쿠텐 골든이글스 24차전(일본 제지 클리넥스 스타디움 미야기), 3번·좌익수로서 선발 출장 ※역대 446번째
- 통산 100홈런: 2013년 4월 29일, 대 지바 롯데 마린스 6차전(지바 마린 스타디움), 1회초에 요시미 유지으로부터 중월 솔로 홈런 ※역대 267번째
- 통산 1500안타: 2014년 7월 11일, 대 홋카이도 닛폰햄 파이터스 9차전(삿포로 돔), 1회초에 우라노 히로시으로부터 유격수 내야 안타 ※사상 116번째
- 통산 150홈런: 2016년 4월 27일, 대 오릭스 버팔로스 4차전(교세라 돔 오사카), 1회초에 토오메 다이키으로부터 좌월 2점 홈런 ※역대 162번째
- 통산 2000안타: 2018년 5월 9일, 대 사이타마 세이부 라이온스 6차전(메트라이프 돔), 8회초에 타케쿠마 쇼타으로부터 중전 안타 ※역대 51번째
- 통산 350개 2루타: 2019년 7월 28일, 대 오릭스 버팔로스 18차전(후쿠오카 돔), 1회말에 타케야스 다이치으로부터 좌중간 2루타 ※사상 43번째

#### 기타
- 올스타전 출장 : 6회(2008년 ~ 2009년, 2011년 ~ 2013년, 2017년)
- 3타석 연속 홈런 : 2004년 5월 18일, 대 요미우리 자이언츠 7차전(요코하마 스타디움), 1회말과 3회말에 기사누키 히로시, 4회말에 맷 랜들로부터
- 전 구단으로부터 홈런 : 2011년 6월 19일, 대 요코하마 베이스타스 4차전(요코하마 스타디움), 5회초에 스다 고타로부터 좌월 솔로 홈런 ※역대 21번째.

|    | 날짜            | 상대 팀          | 구장                 | 이닝  | 상대 투수         | 통산 홈런수 |
| -- | --------------- | ---------------- | -------------------- | ----- | ----------------- | ----------- |
| 1  | 2002년 7월 7일  | 주니치 15차전    | 이시카와 현립 야구장 | 5회초 | 야마이 다이스케   | 1           |
| 2  | 4월 6일         | 요미우리 15차전  | 도쿄 돔              | 8회초 | 오카지마 히데키   | 2           |
| 3  | 2003년 6월 3일  | 야쿠르트 10차전  | 요코하마 스타디움    | 7회말 | 가와바타 류       | 3           |
| 4  | 2004년 4월 9일  | 히로시마 1차전   | 히로시마 시민 구장   | 2회초 | 구로다 히로키     | 7           |
| 5  | 4월 28일        | 한신 4차전       | 한신 고시엔 구장     | 7회초 | 요시노 마코토     | 12          |
| 6  | 2005년 5월 17일 | 오릭스 1차전     | 오사카 돔            | 8회초 | 가와고에 히데타카 | 24          |
| 7  | 5월 22일        | 세이부 3차전     | 요코하마 스타디움    | 1회말 | 야마기시 미노루   | 25          |
| 8  | 2006년 5월 11일 | 라쿠텐 3차전     | 요코하마 스타디움    | 4회말 | 아이쿄 히사시     | 31          |
| 9  | 2008년 5월 21일 | 닛폰햄 2차전     | 삿포로 돔            | 8회초 | 호시노 야치호     | 42          |
| 10 | 2009년 6월 7일  | 지바 롯데 3차전  | 요코하마 스타디움    | 4회말 | 나루세 요시히사   | 64          |
| 11 | 2010년 6월 15일 | 소프트뱅크 4차전 | 요코하마 스타디움    | 4회말 | 오구라 신스케     | 72          |
| 12 | 2011년 6월 19일 | 요코하마 4차전   | 요코하마 스타디움    | 5회초 | 스다 고타         | 85          |

### 등번호
- 25(2001년)
- 2(2002년 ~ 2010년)
- 24(2011년)
- 1(2012년 ~ )

### 연도별 타격 성적
| 연 도      | 소 속      | 경 기 | 타 석 | 타 수 | 득 점 | 안 타 | 2 루 타 | 3 루 타 | 홈 런 | 루 타 | 타 점 | 도 루 | 도 루 자 | 희 생 번 | 희 생 플 | 볼 넷 | 고 4 | 사 구 | 삼 진 | 병 살 타 | 타 율 | 출 루 율 | 장 타 율 | O P S |
| ---------- | ---------- | ----- | ----- | ----- | ----- | ----- | ------- | ------- | ----- | ----- | ----- | ----- | -------- | -------- | -------- | ----- | ---- | ----- | ----- | -------- | ----- | -------- | -------- | ----- |
| 2001년     | 요코하마   | 3     | 2     | 2     | 1     | 0     | 0       | 0       | 0     | 0     | 0     | 0     | 0        | 0        | 0        | 0     | 0    | 0     | 0     | 0        | .000  | .000     | .000     | .000  |
| 2002년     | 요코하마   | 42    | 73    | 66    | 11    | 22    | 4       | 1       | 2     | 34    | 7     | 0     | 0        | 3        | 0        | 4     | 1    | 0     | 13    | 1        | .333  | .371     | .515     | .887  |
| 2003년     | 요코하마   | 45    | 161   | 150   | 20    | 47    | 5       | 0       | 4     | 64    | 18    | 4     | 4        | 6        | 0        | 5     | 0    | 0     | 13    | 1        | .313  | .335     | .427     | .762  |
| 2004년     | 요코하마   | 94    | 369   | 338   | 55    | 97    | 11      | 1       | 17    | 161   | 45    | 2     | 7        | 12       | 1        | 18    | 0    | 0     | 42    | 7        | .287  | .322     | .476     | .798  |
| 2005년     | 요코하마   | 90    | 262   | 234   | 33    | 64    | 11      | 0       | 5     | 90    | 23    | 1     | 1        | 6        | 1        | 19    | 1    | 2     | 36    | 10       | .274  | .332     | .385     | .717  |
| 2006년     | 요코하마   | 124   | 439   | 402   | 41    | 115   | 15      | 2       | 4     | 146   | 34    | 8     | 3        | 7        | 3        | 22    | 0    | 5     | 64    | 9        | .286  | .329     | .363     | .692  |
| 2007년     | 요코하마   | 92    | 274   | 247   | 24    | 69    | 17      | 3       | 7     | 113   | 29    | 3     | 4        | 4        | 1        | 16    | 0    | 6     | 37    | 9        | .279  | .337     | .457     | .795  |
| 2008년     | 요코하마   | 135   | 544   | 500   | 83    | 189   | 37      | 1       | 14    | 270   | 67    | 2     | 3        | 5        | 4        | 31    | 1    | 4     | 49    | 7        | .378  | .416     | .540     | .956  |
| 2009년     | 요코하마   | 132   | 552   | 503   | 65    | 160   | 32      | 2       | 17    | 247   | 66    | 1     | 5        | 2        | 4        | 42    | 5    | 1     | 56    | 16       | .318  | .369     | .491     | .860  |
| 2010년     | 요코하마   | 144   | 637   | 577   | 75    | 182   | 36      | 4       | 9     | 253   | 66    | 1     | 2        | 3        | 4        | 47    | 1    | 6     | 51    | 17       | .315  | .371     | .438     | .809  |
| 2011년     | 소프트뱅크 | 114   | 463   | 429   | 48    | 145   | 21      | 3       | 12    | 208   | 74    | 4     | 0        | 0        | 7        | 25    | 1    | 2     | 48    | 3        | .338  | .371     | .485     | .856  |
| 2012년     | 소프트뱅크 | 138   | 567   | 523   | 44    | 157   | 21      | 3       | 7     | 205   | 53    | 6     | 4        | 0        | 7        | 31    | 6    | 6     | 36    | 12       | .300  | .342     | .392     | .734  |
| 2013년     | 소프트뱅크 | 144   | 633   | 570   | 76    | 180   | 33      | 1       | 19    | 272   | 92    | 1     | 0        | 0        | 5        | 46    | 0    | 12    | 47    | 23       | .316  | .376     | .477     | .853  |
| 2014년     | 소프트뱅크 | 122   | 534   | 488   | 50    | 150   | 26      | 1       | 18    | 232   | 74    | 0     | 0        | 0        | 7        | 34    | 6    | 5     | 48    | 5        | .307  | .354     | .475     | .829  |
| 2015년     | 소프트뱅크 | 136   | 585   | 529   | 60    | 150   | 24      | 1       | 11    | 209   | 82    | 1     | 0        | 0        | 7        | 45    | 2    | 4     | 55    | 24       | .284  | .340     | .395     | .735  |
| 2016년     | 소프트뱅크 | 141   | 605   | 556   | 62    | 169   | 19      | 0       | 18    | 242   | 106   | 3     | 2        | 0        | 9        | 38    | 2    | 2     | 53    | 27       | .304  | .345     | .435     | .781  |
| 2017년     | 소프트뱅크 | 73    | 300   | 266   | 31    | 79    | 13      | 0       | 12    | 128   | 50    | 0     | 1        | 0        | 2        | 32    | 0    | 0     | 26    | 9        | .297  | .370     | .481     | .851  |
| 2018년     | 소프트뱅크 | 71    | 296   | 281   | 27    | 68    | 11      | 0       | 8     | 103   | 30    | 1     | 1        | 0        | 3        | 9     | 0    | 3     | 32    | 6        | .242  | .270     | .367     | .637  |
| 2019년     | 소프트뱅크 | 137   | 535   | 500   | 49    | 128   | 21      | 0       | 12    | 185   | 41    | 3     | 0        | 1        | 4        | 28    | 4    | 2     | 49    | 16       | .256  | .296     | .370     | .666  |
| 통산：19년 | 통산：19년 | 1977  | 7831  | 7161  | 855   | 2171  | 357     | 23      | 196   | 3162  | 957   | 41    | 37       | 49       | 69       | 492   | 30   | 60    | 755   | 202      | .303  | .350     | .442     | .791  |

- 2019년 기준, 굵은 글씨는 시즌 최고 성적.

### 연도별 수비 성적
| 연도 | 1루   | 1루   | 1루   | 1루   | 1루   | 1루      | 2루   | 2루   | 2루   | 2루   | 2루   | 2루      | 3루   | 3루   | 3루   | 3루   | 3루   | 3루      | 유격  | 유격  | 유격  | 유격  | 유격  | 유격     | 외야  | 외야  | 외야  | 외야  | 외야  | 외야     |
| 연도 | 경 기 | 척 살 | 보 살 | 실 책 | 병 살 | 수 비 율 | 경 기 | 척 살 | 보 살 | 실 책 | 병 살 | 수 비 율 | 경 기 | 척 살 | 보 살 | 실 책 | 병 살 | 수 비 율 | 경 기 | 척 살 | 보 살 | 실 책 | 병 살 | 수 비 율 | 경 기 | 척 살 | 보 살 | 실 책 | 병 살 | 수 비 율 |
| ---- | ----- | ----- | ----- | ----- | ----- | -------- | ----- | ----- | ----- | ----- | ----- | -------- | ----- | ----- | ----- | ----- | ----- | -------- | ----- | ----- | ----- | ----- | ----- | -------- | ----- | ----- | ----- | ----- | ----- | -------- |
| 2001 | -     | -     | -     | -     | -     | -        | -     | -     | -     | -     | -     | -        | -     | -     | -     | -     | -     | -        | 2     | 0     | 3     | 0     | 0     | 1.000    | -     | -     | -     | -     | -     | -        |
| 2002 | -     | -     | -     | -     | -     | -        | 16    | 34    | 32    | 1     | 9     | .985     | 2     | 0     | 1     | 0     | 0     | 1.000    | 2     | 0     | 1     | 0     | 1     | 1.000    | -     | -     | -     | -     | -     | -        |
| 2003 | 1     | 3     | 0     | 0     | 0     | 1.000    | 24    | 49    | 63    | 4     | 11    | .966     | -     | -     | -     | -     | -     | -        | 18    | 28    | 60    | 5     | 7     | .946     | -     | -     | -     | -     | -     | -        |
| 2004 | -     | -     | -     | -     | -     | -        | 82    | 196   | 274   | 10    | 56    | .979     | -     | -     | -     | -     | -     | -        | 9     | 5     | 14    | 2     | 2     | .905     | -     | -     | -     | -     | -     | -        |
| 2005 | 4     | 6     | 1     | 0     | 0     | 1.000    | 1     | 0     | 1     | 0     | 0     | 1.000    | 9     | 4     | 10    | 1     | 1     | .933     | -     | -     | -     | -     | -     | -        | 59    | 78    | 0     | 1     | 0     | .987     |
| 2006 | 43    | 328   | 14    | 1     | 27    | .997     | 60    | 128   | 174   | 10    | 37    | .968     | 1     | 0     | 3     | 0     | 0     | 1.000    | -     | -     | -     | -     | -     | -        | 12    | 13    | 1     | 0     | 0     | 1.000    |
| 2007 | -     | -     | -     | -     | -     | -        | -     | -     | -     | -     | -     | -        | -     | -     | -     | -     | -     | -        | -     | -     | -     | -     | -     | -        | 79    | 119   | 1     | 2     | 0     | .984     |
| 2008 | 119   | 1094  | 75    | 5     | 96    | .996     | -     | -     | -     | -     | -     | -        | -     | -     | -     | -     | -     | -        | -     | -     | -     | -     | -     | -        | 11    | 12    | 0     | 0     | 0     | 1.000    |
| 2009 | -     | -     | -     | -     | -     | -        | -     | -     | -     | -     | -     | -        | -     | -     | -     | -     | -     | -        | -     | -     | -     | -     | -     | -        | 130   | 216   | 1     | 3     | 1     | .986     |
| 2010 | 73    | 651   | 38    | 4     | 47    | .994     | -     | -     | -     | -     | -     | -        | -     | -     | -     | -     | -     | -        | -     | -     | -     | -     | -     | -        | 72    | 127   | 6     | 0     | 2     | 1.000    |
| 2011 | -     | -     | -     | -     | -     | -        | -     | -     | -     | -     | -     | -        | -     | -     | -     | -     | -     | -        | -     | -     | -     | -     | -     | -        | 88    | 126   | 3     | 0     | 1     | 1.000    |
| 2012 | -     | -     | -     | -     | -     | -        | -     | -     | -     | -     | -     | -        | -     | -     | -     | -     | -     | -        | -     | -     | -     | -     | -     | -        | 136   | 236   | 7     | 1     | 2     | .996     |
| 2013 | -     | -     | -     | -     | -     | -        | -     | -     | -     | -     | -     | -        | -     | -     | -     | -     | -     | -        | -     | -     | -     | -     | -     | -        |       |       |       |       |       |          |
| 2014 | -     | -     | -     | -     | -     | -        | -     | -     | -     | -     | -     | -        | -     | -     | -     | -     | -     | -        | -     | -     | -     | -     | -     | -        |       |       |       |       |       |          |
| 2015 | 3     | 13    | 0     | 0     | 0     | 1.000    | -     | -     | -     | -     | -     | -        | -     | -     | -     | -     | -     | -        | -     | -     | -     | -     | -     | -        |       |       |       |       |       |          |
| 2016 | 114   | 908   | 82    | 6     | 68    | .994     | -     | -     | -     | -     | -     | -        | -     | -     | -     | -     | -     | -        | -     | -     | -     | -     | -     | -        |       |       |       |       |       |          |
| 2017 | 72    | 527   | 36    | 2     | 38    | .996     | -     | -     | -     | -     | -     | -        | -     | -     | -     | -     | -     | -        | -     | -     | -     | -     | -     | -        |       |       |       |       |       |          |
| 2018 | 71    | 582   | 37    | 3     | 37    | .995     | -     | -     | -     | -     | -     | -        | -     | -     | -     | -     | -     | -        | -     | -     | -     | -     | -     | -        |       |       |       |       |       |          |
| 통산 | 통산  | 500   | 4112  | 283   | 21    | 313      | .995  | 183   | 407   | 544   | 25    | 113      | .974  | 12    | 4     | 14    | 1     | 1        | .947  | 31    | 33    | 78    | 7     | 9        | .940  |       |       |       |       |          |